# Esteban Isidro
Esteban Isidro es una entidad de población española del municipio de San Pedro de Rozados, perteneciente a la provincia de Salamanca, en la comunidad autónoma de Castilla y León.

## Historia
Hacia mediados del siglo XIX, el lugar, ya por entonces perteneciente a San Pedro de Rozados, conformaba con Gueribáñez una alquería que tenía contabilizada una población de catorce habitantes. Esta aparece descrita en el séptimo volumen del Diccionario geográfico-estadístico-histórico de España y sus posesiones de Ultramar de Pascual Madoz con las siguientes palabras:

ESTEBAN-ISIDRO Y GUERIBAÑEZ: alq. agregada al ayuntamiento de San Pedro de Rozados (1 leg.), en la prov., dióc. y part. jud. de Salamanca (4), aud. terr. de Valladolid (26): sit. en un valle que forman dos pequeñas colinas que se dirigen de E. á O., pobladas de monte de encina. Tiene 4 casas y una igl., bajo la advocacion de San Pablo, aneja de la de Carrascal del Asno (3/4 leg.). Confina al N. con Beconuño (1/4); E. Arquija; S. con el anterior y Bernoy, ambos á igual dist. que el primero, y O. Sanchiricones (1/2). El terreno es de mediana calidad, dividido en tierras de labor, de pasto y monte con 406 fan. de primera, 676 y 1/2 del segundo, y 192 del tercero; pasa por él un insignifante arroyo sin nombre y á corta dist. de las casas hay un manantial de buenas aguas. caminos: la calzada que conduce á la sierra de Francia. prod.: trigo, cebada, centeno, algarrobas, garbanzos, algun lino y patatas; críase ganado en número de 1,300 cab. del lanar fino, 200 del churro, 30 del cabrio, 450 del cerdoso y 160 del vacuno, del que la mayor parte está destinado á la agricultura. pobl.: 3 vec., 14 alm. cap. terr. prod.: 356,900 rs. imp.: 17,854. contr.: con su ayunt. (V.)
(Madoz, 1847, p. 595)

En 2022, tenía empadronado un único habitante.